# Scolitantides micrometioche
Scolitantides micrometioche är en fjärilsart som beskrevs av Ruggero Verity 1946. Scolitantides micrometioche ingår i släktet Scolitantides och familjen juvelvingar. Inga underarter finns listade.